# Vol Khabarovsk United Air Group 3949
Le 7 décembre 1995, un Tupolev Tu-154 effectuant le vol Khabarovsk United Air Group 3949, un vol intérieur régulier entre l'aéroport d'Ioujno-Sakhalinsk et l'aéroport de Khabarovsk, s'est écrasé dans une région montagneuse pendant la phase de vol, tuant sur le coup les 98 passagers (dont six enfants) et membres d'équipage à bord. 
À la suite de cet accident, la compagnie aérienne assurant le vol, Khabarovsk United Air Group, a ensuite été rebaptisé Dalavia, puis a finalement cesser ses activités en 2008.

## Avion et équipage
L'appareil impliqué est un Tupolev Tu-154B-1, est mis en service le 30 juillet 1976 (numéro de série 76А164). Avant l'accident, il avait cumulé 30 001 heures de vol et subi plusieurs opérations de maintenance, la dernière ayant eu lieu le 23 septembre 1991. 
L'équipage du vol 3949 se compose du commandant de bord Viktor Soumarokov, du copilote Stanislav Revidovitch, du navigateur Aleksandre Martynov, du mécanicien navigant Grigory Moroz et de quatre agents de bord. 
La masse de l'appareil au décollage, d'environ 82 600 kg, était dans les limites acceptables pour ce vol, et la masse de carburant embarqué était de 15 100 kg.

## Accident
Le vol 3949 décolle de l'aéroport d'Ioujno-Sakhalinsk à 2h43, puis a atteint son altitude de croisière à 34 800 pieds (10 600 mètres), et a disparu des radars peu de temps après avoir fait un rapport de routine au contrôle aérien. Le dernier contact avec la tour de contrôle a eu lieu à 03h00. 
Quelques minutes plus tard, le Tupolev Tu-154 s'est écrasé sur le versant du Mont Bo-Dzhausa (en) (cordillère du Sikhote-Aline, raïon de Sovetskaïa Gavan, kraï de Khabarovsk), avec une vitesse verticale d'environ 300 m/s (1080 km/h) et un angle à piquer d'environ 70°. L'avion s'est désintégré en de nombreux fragments qui se sont éparpillé sur le flanc de la montagne.
Le site de l'accident a été découvert le 18 décembre 1995, onze jours après le crash, par l'équipage d'un hélicoptère de sauvetage. On ne compte aucun survivant parmi les 98 occupants de l'appareil.

## Enquête
L'enquête révèle que la cause probable de l'accident est une erreur de pilotage. On pense qu'afin de contrer la tendance de l'aile gauche à perdre de la portance à basse altitude, conduisant l'avion à s'incliner sur la gauche lors de la phases de montée et de la phase d'approche, l'alimentation des moteurs en carburant a été sélectionnée uniquement à partir des réservoirs de l'aile gauche. 
Le déséquilibre au niveau de la quantité de carburant dans les réservoirs a probablement provoqué le roulis de l'avion vers la droite ; et le pilote automatique a pu le contrer pendant 35 minutes après le décollage. 
Lorsque le déséquilibre est devenu trop important, l'appareil s'est soudainement incliné à droite et est entré dans un plongeon en spirale à grande vitesse, que l'équipage n'a pas pu récupérer avant l'impact avec le relief.